# Pfarrkirche Hieflau

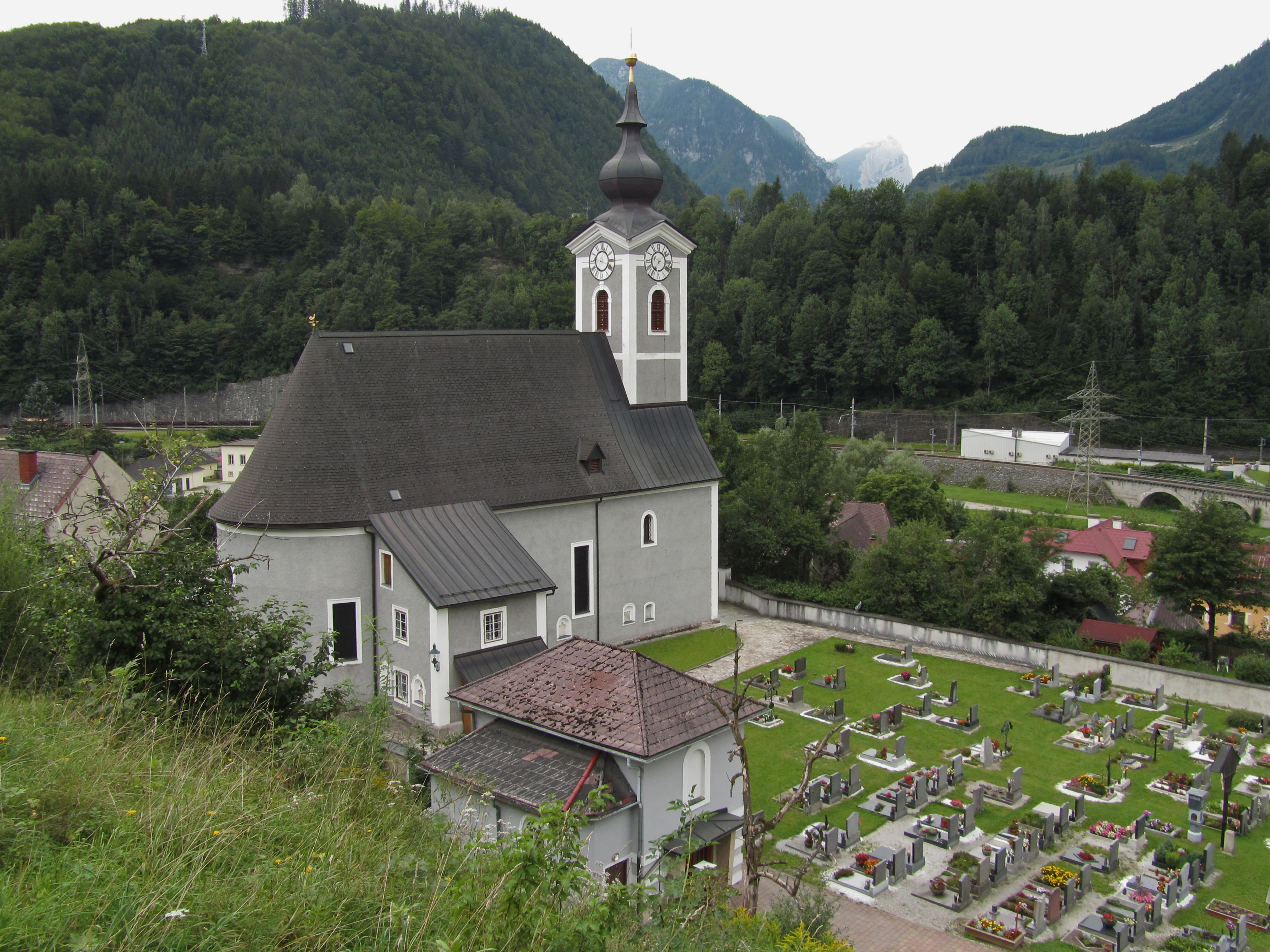
Katholische Pfarrkirche hl. Johannes der Täufer in Hieflau

Die Pfarrkirche Hieflau steht im Ort Hieflau in der Gemeinde Landl im Bezirk Liezen in der Steiermark. Die auf den Heiligen Johannes der Täufer geweihte römisch-katholische Pfarrkirche gehört zum Dekanat Leoben in der Diözese Graz-Seckau. Die Kirche steht unter Denkmalschutz (Listeneintrag).

## Geschichte
Die Vorgängerkirche wurde vor 1545 (siehe Glocke) begonnen und 1616 geweiht. 1747 wurde die Filiale der Pfarrkirche Eisenerz neu gebaut und ein Jahr später 1748 zur Pfarrkirche erhoben.

## Architektur
Die Westfassade zeigt sich mit Giebel, Nischen und Schmiedeeisengitter. Die Portaltüre zeigt reiches Barockornament. Der Fassadenturm trägt einen Zwiebelhelm.
Die Kirche hat ein vierjochiges Langhaus mit einem Halbkreisschluss unter einer Stichkappentonne auf Gurten auf kräftigen Wandpilastern mit Gesimskapitellen. Die dreiachsige Westempore mittig vorschwingend steht auf Pfeilern, die Brüstungsfelder zeigen klassizistische Girlanden.
In einer Außennische steht eine barocke Gruppe hl. Johannes taufend. Ein Wappenstein aus Rotmarmor nennt Stephanus Weidinger gestorben 1639.

## Ausstattung
Der Hochaltar entstand um 1720/1730 und trägt die Statuen Florian und Sebastian aus der zweiten Hälfte des 19. Jahrhunderts. Die Seitenaltäre, ein Kreuz- und ein Marienaltar sind aus dem dritten Viertel des 18. Jahrhunderts.
Eine Glocke ist aus 1545.